# 西村直己
西村直己（1905年10月8日—1980年7月28日），東京府人，昭和时期政治家、眾議院議員。

## 生平
毕业于东京户山高等学校、旧制第一高等学校、东京大学法学部后，进入内务省工作。后担任高知县知事。1949年，参议院选举中当选，之后连续十次连任。1960年第2次池田内閣中，担任防衛廳長官。
此后他接连担任自由民主黨政務調查會會長、農林大臣。1971年10月11日，刚赴任担任日本防务厅长官西村直己在东京外国特派员协会主办的午餐会上，试探建议让自卫队参与海外国家救灾，引起舆论哗然，不久迫于压力辞职。